# Голям десантен кораб
Голям десантен кораб (на руски: БДК, Большой десантный корабль) е клас десантни кораби в съветския ВМФ, като цяло, примерно съответстващ на танкодесантните кораби (Landing Ship, Tank LST) на страните от Запада.
Това са кораби предназначени за стоварването на морски десант и транспортиране по море на големи разстояния на войски и товари. Способни са да доставят (превозват, транспортират) различни видове бронетехника, включая танкове.
Главната разлика на тези кораби от техните аналози УДК, се явява наличието на носов апарел, което позволява да се пусне десанта на брега в кратки срокове, и, поради по-малките им размери, по-малки вертолетни възможности. БДК обикновено са снабдени с такива средства за самозащита като ЗРК и артилерийски оръдия, а също и със средства за огнева поддръжка на десанта.

## СССР
- Големи десантни кораби проект 1171
- Големи десантни кораби проект 1174
- Големи десантни кораби проект 775

## Русия
- Големи десантни кораби проект 11711

|  | Тази страница частично или изцяло представлява превод на страницата „Большой десантный корабль“ в Уикипедия на руски. Оригиналният текст, както и този превод, са защитени от Лиценза „Криейтив Комънс – Признание – Споделяне на споделеното“, а за съдържание, създадено преди юни 2009 година – от Лиценза за свободна документация на ГНУ. Прегледайте историята на редакциите на оригиналната страница, както и на преводната страница, за да видите списъка на съавторите. ВАЖНО: Този шаблон се отнася единствено до авторските права върху съдържанието на статията. Добавянето му не отменя изискването да се посочват конкретни източници на твърденията, които да бъдат благонадеждни. |